# La Morte
La Morte é uma comuna francesa na região administrativa de Auvérnia-Ródano-Alpes, no departamento de Isère. Estende-se por uma área de 19,45 km². Em 2010 a comuna tinha 134 habitantes (densidade: 6,9 hab./km²).